# Mistrovství světa v ledním hokeji 2015 (Divize II)
II. divize Mistrovství světa v ledním hokeji 2015 se hrála v islandském Reykjavíku (skupina A) a v jihoafrickém Kapském Městě (skupina B). Obě skupiny se hrály od 13. do 19. dubna 2015.

## Herní systém
Skupiny A a B nebyly rovnocenné a mezi nimi se postupovalo a sestupovalo. V každé skupině hrálo 6 týmů, které se utkaly navzájem každý s každým. První tým ze skupiny A postoupil do skupiny B I. divize, poslední tým ze skupiny A sestoupil do skupiny B. První tým ze skupiny B postoupil do skupiny A, poslední tým sestoupil do III. divize.

## Skupina A

### Účastníci
| Tým       | Kvalifikace                            |
| --------- | -------------------------------------- |
| Rumunsko  | 6. místo v Divizi I B 2014 a sestup    |
| Island    | Pořadatel, 2. místo v Divizi II A 2014 |
| Srbsko    | 3. místo v Divizi II A 2014            |
| Austrálie | 4. místo v Divizi II A 2014            |
| Belgie    | 5. místo v Divizi II A 2014            |
| Španělsko | 1. místo v Divizi II B 2014 a postup   |

### Rozhodčí
| Hlavní                                                | Čároví |
| ----------------------------------------------------- | --- |
| Roy Hansen Vedran Krčelić Paweł Meszyński Liam Sewell | Maksims Bogdanovs Thomas Caillot Havar Dahl Sindri Gunnarsson Michael Johnstone Marko Sakovic Orri Sigmarsson |

### Tabulka
|  | Jeden tým postupující do divize I B  |
|  | Jeden tým sestupující do divize II B |

| P | Tým       | Z | V | VP | PP | P | GV | GI | +/- | B  |
| - | --------- | - | - | -- | -- | - | -- | -- | --- | -- |
| 1 | Rumunsko  | 5 | 4 | 1  | 0  | 0 | 27 | 11 | +16 | 14 |
| 2 | Belgie    | 5 | 2 | 1  | 0  | 2 | 22 | 15 | +7  | 8  |
| 3 | Srbsko    | 5 | 1 | 1  | 2  | 1 | 18 | 22 | −4  | 7  |
| 4 | Španělsko | 5 | 2 | 0  | 1  | 2 | 16 | 20 | −4  | 7  |
| 5 | Island    | 5 | 2 | 0  | 1  | 2 | 17 | 13 | +4  | 7  |
| 6 | Austrálie | 5 | 0 | 1  | 0  | 4 | 11 | 30 | −19 | 2  |

### Zápasy
Všechny časy jsou místní (UTC±0).
| 13. dubna 2015 13:00 | Španělsko | 6:1 (2:1, 1:0, 3:0) | Austrálie | Laugardalur Arena, Reykjavík Návštěvnost: 121 |  |

| 13. dubna 2015 16:30 | Srbsko | 4:8 (0:3, 2:3, 2:2) | Rumunsko | Laugardalur Arena, Reykjavík Návštěvnost: 146 |  |

| 13. dubna 2015 20:00 | Island | 3:0 (0:0, 0:0, 3:0) | Belgie | Laugardalur Arena, Reykjavík Návštěvnost: 632 |  |

| 14. dubna 2015 13:00 | Rumunsko | 5:1 (2:0, 0:0, 3:1) | Austrálie | Laugardalur Arena, Reykjavík Návštěvnost: 189 |  |

| 14. dubna 2015 16:30 | Belgie | 6:2 (3:0, 2:0, 1:2) | Španělsko | Laugardalur Arena, Reykjavík Návštěvnost: 202 |  |

| 14. dubna 2015 20:00 | Island | 4:5 (2:2, 2:1, 0:2) | Srbsko | Laugardalur Arena, Reykjavík Návštěvnost: 607 |  |

| 16. dubna 2015 13:00 | Rumunsko | 4:3 (3:0, 0:2, 1:1) | Belgie | Laugardalur Arena, Reykjavík Návštěvnost: 102 |  |

| 16. dubna 2015 16:30 | Srbsko | 3:4 po s.n. (1:1, 1:1, 1:1 - 0:0) | Austrálie | Laugardalur Arena, Reykjavík Návštěvnost: 182 |  |

| 16. dubna 2015 20:00 | Island | 2:4 (0:1, 1:1, 1:2) | Španělsko | Laugardalur Arena, Reykjavík Návštěvnost: 672 |  |

| 17. dubna 2015 13:00 | Belgie | 3:2 po prodl. (1:1, 1:1, 0:0 - 1:0) | Srbsko | Laugardalur Arena, Reykjavík Návštěvnost: 174 |  |

| 17. dubna 2015 16:30 | Španělsko | 1:7 (0:2, 0:0, 1:5) | Rumunsko | Laugardalur Arena, Reykjavík Návštěvnost: 127 |  |

| 17. dubna 2015 20:00 | Austrálie | 1:6 (1:2, 0:2, 0:2) | Island | Laugardalur Arena, Reykjavík Návštěvnost: 717 |  |

| 19. dubna 2015 13:00 | Srbsko | 4:3 po s.n. (0:1, 1:2, 2:0 - 0:0) | Španělsko | Laugardalur Arena, Reykjavík Návštěvnost: 107 |  |

| 19. dubna 2015 16:30 | Austrálie | 4:10 (1:4, 1:3, 2:3) | Belgie | Laugardalur Arena, Reykjavík Návštěvnost: 146 |  |

| 19. dubna 2015 20:00 | Rumunsko | 3:2 po prodl. (1:0, 1:1, 0:1 - 1:0) | Island | Laugardalur Arena, Reykjavík Návštěvnost: 834 |  |

## Skupina B

### Účastníci
| Tým         | Kvalifikace                                      |
| ----------- | ------------------------------------------------ |
| Izrael      | 6. místo v Divizi II 2014 - Skupina A a sestup   |
| Mexiko      | 2. místo v Divizi II 2014 - Skupina B            |
| Nový Zéland | 3. místo v Divizi II 2014 - Skupina B            |
| Čína        | 4. místo v Divizi II 2014 - Skupina B            |
| JAR         | Pořadatel, 5. místo v Divizi II 2014 - Skupina B |
| Bulharsko   | 1. místo v Divizi III 2014 a postup              |

### Výsledky
|  | Jeden tým postupující do skupiny A  |
|  | Jeden tým sestupující do divize III |

| P | Tým         | Z | V | VP | PP | P | GV | GI | +/- | B  |
| - | ----------- | - | - | -- | -- | - | -- | -- | --- | -- |
| 1 | Čína        | 5 | 4 | 1  | 0  | 0 | 33 | 15 | +18 | 14 |
| 2 | Nový Zéland | 5 | 3 | 0  | 0  | 2 | 21 | 17 | +4  | 9  |
| 3 | Mexiko      | 5 | 3 | 0  | 0  | 2 | 24 | 15 | +9  | 9  |
| 4 | Bulharsko   | 5 | 2 | 0  | 0  | 3 | 17 | 30 | −13 | 6  |
| 5 | Izrael      | 5 | 1 | 0  | 1  | 3 | 20 | 29 | −9  | 4  |
| 6 | JAR         | 5 | 1 | 0  | 0  | 4 | 11 | 20 | −9  | 3  |